# 1945년 프랑스 총선
1945년 프랑스 총선은 제2차 세계대전이 끝난 뒤 프랑스 제4공화국 성립을 위한 국민투표와 함께 치러진 제헌의회 총선으로, 최초로 여성과 군인들의 투표가 보장되었으며, 비례대표제가 도입되었다.

## 선거 결과
| 정당      | 정당                                                                           | 득표수     | %    | 의석수 |
| --------- | ------------------------------------------------------------------------------ | ---------- | ---- | ------ |
|           | 프랑스 공산당 (Parti communiste français)                                      | 5,005,336  | 26.1 | 148    |
|           | 대중공화운동 (Mouvement républicain populaire)                                 | 4,780,338  | 24.9 | 141    |
|           | 노동자 인터내셔널 프랑스 지부 (Section française de l'Internationale ouvrière) | 4,561,411  | 23.8 | 134    |
| 삼당 연합 | 삼당 연합                                                                      | 14,347,085 | 74.8 | 423    |
|           | 급진당 (Parti radical-socialiste) (좌파계 무소속등을 포함)                     | 2,131,763  | 11.1 | 35     |
|           | 보수파 (민주공화동맹, 소상공인과 농민의 국민중심, 자유공화당등을 포함)         | 2,545,845  | 13.3 | 62     |
|           | 기타                                                                           | 165,106    | 0.9  | 2      |
| 합계      | 합계                                                                           | 19,657,603 | 100  | 522    |

나치에 대항해 임시정부를 구성하고 레지스탕스를 이끈 프랑스 공산당, 대중공화운동, 노동자 인터내셔널 프랑스 지부 등의 삼당연합이 압도적으로 승리하였다.